# Mitrocomella cruciata
Mitrocomella cruciata is een hydroïdpoliep uit de familie Mitrocomidae. De poliep komt uit het geslacht Mitrocomella. Mitrocomella cruciata werd in 1865 voor het eerst wetenschappelijk beschreven door Agassiz. 